# Adana (circonscription électorale)
Pour les articles homonymes, voir Adana (homonymie).
La circonscription électorale d'Adana correspond à la province du même nom et envoie quinze députés à la Grande Assemblée nationale de Turquie (quatorze entre 1999 et 2018).

## Composition
La circonscription d'Adana est divisée en 15 districts (ilçe). Chaque district est composé d'un chef-lieu et de municipalités (communes et villages).

## Résultats électoraux

### Élections législatives de juin 2015
| Partis                   | Partis                                        | Voix | %   | Sièges | +/-           | Élus                                                                                        |
| ------------------------ | --------------------------------------------- | ---- | --- | ------ | ------------- | ------------------------------------------------------------------------------------------- |
|                          | Parti de la justice et du développement (AKP) |      |     | 5      | 1             | Necdet Ünüvar, Fatma Güldemet Sarı, Sadullah Kısacık, Talip Küçükcan et Mehmet Şükrü Erdinç |
|                          | Parti républicain du peuple (CHP)             |      |     | 4      | en stagnation | Elif Doğan Türkmen, Zülfikar İnönü Tümer, İbrahim Özdiş et Aydın Uslupehlivan               |
|                          | Parti d'action nationaliste (MHP)             |      |     | 3      | en stagnation | Mevlüt Karakaya, Muharrem Varlı et Seyfettin Yılmaz                                         |
|                          | Parti démocratique des peuples (HDP)          |      |     | 2      | Nv.           | Rıdvan Turan et Meral Danış Beştaş                                                          |
|                          |                                               |      |     |        |               |                                                                                             |
| Total                    | Total                                         |      | 100 | 14     | en stagnation | -                                                                                           |
| Inscrits / participation |                                               |      |     |        |               |                                                                                             |

### Élections législatives de novembre 2015
| Partis                   | Partis                                        | Voix | %   | Sièges | +/-           | Élus                                                                                               |
| ------------------------ | --------------------------------------------- | ---- | --- | ------ | ------------- | -------------------------------------------------------------------------------------------------- |
|                          | Parti de la justice et du développement (AKP) |      |     | 6      | 1             | Ömer Çelik, Necdet Ünüvar, Fatma Güldemet Sarı, Talip Küçükcan, Mehmet Şükrü Erdinç et Tamer Dağlı |
|                          | Parti républicain du peuple (CHP)             |      |     | 4      | en stagnation | Elif Doğan Türkmen, Zülfikar İnönü Tümer, İbrahim Özdiş et Aydın Uslupehlivan                      |
|                          | Parti d'action nationaliste (MHP)             |      |     | 3      | en stagnation | Mevlüt Karakaya, Muharrem Varlı et Seyfettin Yılmaz                                                |
|                          | Parti démocratique des peuples (HDP)          |      |     | 1      | 1             | Meral Danış Beştaş                                                                                 |
|                          |                                               |      |     |        |               | |
| Total                    | Total                                         |      | 100 | 14     | en stagnation | -                                                                                                  |
| Inscrits / participation |                                               |      |     |        |               | |

### Élections législatives de 2018
| Partis                   | Partis                                        | Voix      | %     | Sièges | +/-           | Élus                                                                                  |
| ------------------------ | --------------------------------------------- | --------- | ----- | ------ | ------------- | ------------------------------------------------------------------------------------- |
|                          | Parti de la justice et du développement (AKP) | 461 191   | 34,70 | 5      | 1             | Jülide Sarıeroğlu, Tamer Dağlı, Mehmet Şükrü Erdinç, Ahmet Zenbilci et Abdullah Doğru |
|                          | Parti républicain du peuple (CHP)             | 346 425   | 26,06 | 4      | en stagnation | Ayhan Barut, Orhan Sümer, Müzeyyen Şevkin et Burhanettin Bulut                        |
|                          | Parti démocratique des peuples (HDP)          | 179 742   | 13,52 | 2      | 1             | Tülay Hatimoğulları Oruç et Kemal Peköz                                               |
|                          | Le Bon Parti (İYİ)                            | 161 497   | 12,15 | 2      | Nv.           | İsmail Koncuk et Mehmet Metanet Çulhaoğlu                                             |
|                          | Parti d'action nationaliste (MHP)             | 156 257   | 11,76 | 2      | 1             | Muharrem Varlı et Ayşe Sibel Ersoy                                                    |
|                          | Parti de la félicité (SP)                     | 14 118    | 1,06  | 0      | en stagnation |                                                                                       |
|                          | Parti de la cause libre (HÜDA PAR)            | 7 042     | 0,53  | 0      | en stagnation |                                                                                       |
|                          | Parti patriote (VATAN)                        | 2 502     | 0,19  | 0      | en stagnation |                                                                                       |
|                          | Indépendants (Ind.)                           | 413       | 0,03  | 0      | en stagnation |                                                                                       |
|                          |                                               |           |       |        |               |                                                                                       |
| Total                    | Total                                         | 1 329 187 | 100   | 15     | 1             | -                                                                                     |
| Inscrits / participation | Inscrits / participation                      | 1 526 827 | 86,03 |        |               |                                                                                       |

### Élections législatives de 2023
| Partis                   | Partis                                        | Voix      | %     | Sièges | +/-           | Élus                                                                             |
| ------------------------ | --------------------------------------------- | --------- | ----- | ------ | ------------- | -------------------------------------------------------------------------------- |
|                          | Parti de la justice et du développement (AKP) | 440 010   | 30,86 | 5      | en stagnation | Ömer Çelik, Ahmet Zenbilci, Sunay Karamık, Abdullah Doğru et Faruk Aytek         |
|                          | Parti républicain du peuple (CHP)             | 408 253   | 28,63 | 5      | 1             | Orhan Sümer, Müzeyyen Şevkin, Burhanettin Bulut, Sadullah Kısacık et Ayhan Barut |
|                          | Parti d'action nationaliste (MHP)             | 157 286   | 11,03 | 2      | en stagnation | Muharrem Varlı et Ayşe Sibel Ersoy                                               |
|                          | Le Bon Parti (İYİ)                            | 153 214   | 10,75 | 2      | en stagnation | Ayyüce Türkeş Taş et Bilal Bilici                                                |
|                          | Parti de la gauche verte (YSP)                | 138 737   | 9,73  | 1      | 1             | Tülay Hatimoğulları Oruç                                                         |
|                          | Parti des travailleurs de Turquie (TIP)       | 32 770    | 2,30  | 0      | en stagnation |                                                                                  |
|                          | Parti de la victoire (ZP)                     | 29 953    | 2,10  | 0      | Nv.           |                                                                                  |
|                          | Nouveau parti de la prospérité (YRP)          | 25 465    | 1,79  | 0      | Nv.           |                                                                                  |
|                          | Parti de la grande unité (BBP)                | 12 992    | 0,91  | 0      | en stagnation |                                                                                  |
|                          | Parti de la patrie (M)                        | 11 120    | 0,78  | 0      | Nv.           |                                                                                  |
|                          | Parti jeune (GP)                              | 4 144     | 0,29  | 0      | en stagnation |                                                                                  |
|                          | Parti de gauche (SOL)                         | 2 387     | 0,17  | 0      | en stagnation |                                                                                  |
|                          | Parti patriote (VATAN)                        | 1 836     | 0,13  | 0      | en stagnation |                                                                                  |
|                          | Parti de la justice et de l'unité (AB)        | 1 469     | 0,10  | 0      | Nv.           |                                                                                  |
|                          | Parti de la nation (MP)                       | 1 442     | 0,10  | 0      | en stagnation |                                                                                  |
|                          | Parti communiste de Turquie (TKP)             | 1 424     | 0,10  | 0      | en stagnation |                                                                                  |
|                          | Parti des droits et libertés (HAK)            | 907       | 0,06  | 0      | en stagnation |                                                                                  |
|                          | Parti de libération du peuple (HKP)           | 887       | 0,06  | 0      | en stagnation |                                                                                  |
|                          | Mouvement communiste (TKH)                    | 371       | 0,03  | 0      | Nv.           |                                                                                  |
|                          | Parti de la justice (AP)                      | 92        | 0,01  | 0      | Nv.           |                                                                                  |
|                          | Parti de la mère patrie (ANAP)                | 40        | 0,00  | 0      | en stagnation |                                                                                  |
|                          | Parti de l'union du pouvoir (GBP)             | 23        | 0,00  | 0      | Nv.           |                                                                                  |
|                          | Parti de la route nationale (MYP)             | 7         | 0,00  | 0      | Nv.           |                                                                                  |
|                          | Parti de l'innovation (YP)                    | 4         | 0,00  | 0      | Nv.           |                                                                                  |
|                          | Indépendants (Ind.)                           | 1 018     | 0,07  | 0      | en stagnation |                                                                                  |
|                          |                                               |           |       |        |               |                                                                                  |
| Total                    | Total                                         | 1 425 851 | 100   | 15     | en stagnation | -                                                                                |
| Inscrits / participation | Inscrits / participation                      | 1 615 326 | 87,59 |        |               |                                                                                  |